# Sarcoglyphis
Sarcoglyphis là một chi thực vật có hoa trong họ, Orchidaceae.
Gồm các loài bản địa Đông Nam Á, Himalaya và nam Trung Quốc.
Thời điểm tháng 6 năm 2014, chi này có các loài sau:
1. Sarcoglyphis arunachalensis A.N.Rao - Arunachal Pradesh
2. Sarcoglyphis brevilabia Aver. - Việt Nam
3. Sarcoglyphis comberi (J.J.Wood) J.J.Wood - Java
4. Sarcoglyphis fimbriata (Ridl.) Garay - Sarawak
5. Sarcoglyphis flava (Hook.f.) Garay - Myanmar
6. Sarcoglyphis lilacina (J.J.Sm.) Garay - Sumatra
7. Sarcoglyphis magnirostris Z.H.Tsi - Vân Nam
8. Sarcoglyphis masiusii Miadin, A.L.Lamb & Emoi - Sabah
9. Sarcoglyphis mirabilis (Rchb.f.) Garay - Indochina
10. Sarcoglyphis pensilis (Ridl.) Seidenf. - Malaysia
11. Sarcoglyphis potamophila (Schltr.) Garay & W.Kittr. - Borneo
12. Sarcoglyphis smithiana (Kerr) Seidenf. - Vân Nam, Lào, Thái Lan, Việt Nam
13. Sarcoglyphis thailandica Seidenf. - Thái Lan